# CL-510
La CL-510 pertenece a la Red Básica de carreteras de la Junta de Castilla y León que transcurre desde Salamanca hasta Piedrahíta. En estos últimos años se ha reformado mejorando su trazado, así como la mejora de los enlaces con glorietas o prolongación de carriles de aceleración y deceleración.
Esta carretera se corresponde con la antigua  C-510 

## Recorrido
La carretera CL-510 atraviesa en sus 63 kilómetros de recorrido las localidades de Calvarrasa de Arriba, Alba de Tormes, Anaya de Alba, El Tomillar, Horcajo Medianero, Malpartida de Corneja, finalizando en la localidad abulense de Piedrahíta, en la intersección con la  N-110 .
| Carbajosa de la Sagrada (Intersección con ) - Piedrahíta (Intersección con ) | Carbajosa de la Sagrada (Intersección con ) - Piedrahíta (Intersección con ) | Carbajosa de la Sagrada (Intersección con ) - Piedrahíta (Intersección con ) | Carbajosa de la Sagrada (Intersección con ) - Piedrahíta (Intersección con ) | Carbajosa de la Sagrada (Intersección con ) - Piedrahíta (Intersección con ) | Carbajosa de la Sagrada (Intersección con ) - Piedrahíta (Intersección con ) | Carbajosa de la Sagrada (Intersección con ) - Piedrahíta (Intersección con ) | Carbajosa de la Sagrada (Intersección con ) - Piedrahíta (Intersección con ) | Carbajosa de la Sagrada (Intersección con ) - Piedrahíta (Intersección con ) | Carbajosa de la Sagrada (Intersección con ) - Piedrahíta (Intersección con ) | Carbajosa de la Sagrada (Intersección con ) - Piedrahíta (Intersección con ) |
| Esquema                                                                      | PK                                                                           | Sentido Piedrahíta (creciente)                                               | Sentido Piedrahíta (creciente)                                               | Sentido Piedrahíta (creciente)                                               | Sentido Piedrahíta (creciente)                                               | Sentido Carbajosa de la Sagrada (decreciente)                                | Sentido Carbajosa de la Sagrada (decreciente)                                | Sentido Carbajosa de la Sagrada (decreciente)                                | Sentido Carbajosa de la Sagrada (decreciente)                                | Incidencias                                                                  |
| Esquema                                                                      | PK                                                                           | Velocidad                                                                    | Elemento                                                                     | Salida                                                                       | Salida                                                                       | Salida                                                                       | Salida                                                                       | Elemento                                                                     | Velocidad                                                                    | Incidencias                                                                  |
| Esquema                                                                      | PK                                                                           | Velocidad                                                                    | Elemento                                                                     | Dir.                                                                         | Nombre                                                                       | Nombre                                                                       | Dir.                                                                         | Elemento                                                                     | Velocidad                                                                    | Incidencias                                                                  |
| ---------------------------------------------------------------------------- | ---------------------------------------------------------------------------- | ---------------------------------------------------------------------------- | ---------------------------------------------------------------------------- | ---------------------------------------------------------------------------- | ---------------------------------------------------------------------------- | ---------------------------------------------------------------------------- | ---------------------------------------------------------------------------- | ---------------------------------------------------------------------------- | ---------------------------------------------------------------------------- | ---------------------------------------------------------------------------- |
|                                                                              | 0,0                                                                          |                                                                              |                                                                              |                                                                              | Ávila Madrid                                                                 | Ávila Madrid                                                                 |                                                                              |                                                                              |                                                                              |                                                                              |
|                                                                              | 0,0                                                                          | Zona Comercial Santa Marta de Tormes                                         |                                                                              |                                                                              |                                                                              |                                                                              |                                                                              |                                                                              |                                                                              |                                                                              |
|                                                                              | 0,0                                                                          | Salamanca                                                                    |                                                                              |                                                                              |                                                                              |                                                                              |                                                                              |                                                                              |                                                                              |                                                                              |
|                                                                              | 0,0                                                                          | Polígono El Montalvo Todas Direcciones                                       |                                                                              |                                                                              |                                                                              |                                                                              |                                                                              |                                                                              |                                                                              |                                                                              |
|                                                                              | 0,0                                                                          | Alba de Tormes                                                               |                                                                              |                                                                              |                                                                              |                                                                              |                                                                              |                                                                              |                                                                              |                                                                              |
|                                                                              | 0,3                                                                          |                                                                              |                                                                              |                                                                              | Carbajosa de la Sagrada                                                      | Carbajosa de la Sagrada                                                      |                                                                              |                                                                              |                                                                              |                                                                              |
|                                                                              | 0,3                                                                          | Alba de Tormes                                                               |                                                                              |                                                                              |                                                                              |                                                                              |                                                                              |                                                                              |                                                                              |                                                                              |
|                                                                              | 0,3                                                                          | Urbanización                                                                 |                                                                              |                                                                              |                                                                              |                                                                              |                                                                              |                                                                              |                                                                              |                                                                              |
|                                                                              | 0,3                                                                          | Salamanca                                                                    |                                                                              |                                                                              |                                                                              |                                                                              |                                                                              |                                                                              |                                                                              |                                                                              |
|                                                                              | 1,3                                                                          |                                                                              |                                                                              |                                                                              |                                                                              | Urbanización Ática                                                           | Urbanización Ática                                                           |                                                                              |                                                                              |                                                                              |
|                                                                              | 1,4                                                                          |                                                                              |                                                                              |                                                                              | Urbanización Navahonda                                                       | Urbanización Navahonda                                                       |                                                                              |                                                                              |                                                                              |                                                                              |
|                                                                              | 1,4                                                                          | Alba de Tormes                                                               |                                                                              |                                                                              |                                                                              |                                                                              |                                                                              |                                                                              |                                                                              |                                                                              |
|                                                                              | 1,4                                                                          | Urbanización Valdelagua                                                      |                                                                              |                                                                              |                                                                              |                                                                              |                                                                              |                                                                              |                                                                              |                                                                              |
|                                                                              | 1,4                                                                          | Salamanca Urbanización Ática                                                 |                                                                              |                                                                              |                                                                              |                                                                              |                                                                              |                                                                              |                                                                              |                                                                              |
|                                                                              | 5,5                                                                          |                                                                              |                                                                              | CALVARRASA DE ARRIBA                                                         | CALVARRASA DE ARRIBA                                                         | CALVARRASA DE ARRIBA                                                         | CALVARRASA DE ARRIBA                                                         |                                                                              |                                                                              |                                                                              |
|                                                                              | 5,9                                                                          |                                                                              |                                                                              | Arapiles                                                                     | Arapiles                                                                     | Arapiles                                                                     | Arapiles                                                                     |                                                                              |                                                                              |                                                                              |
|                                                                              | 6,0                                                                          |                                                                              |                                                                              | CALVARRASA DE ARRIBA                                                         | CALVARRASA DE ARRIBA                                                         | CALVARRASA DE ARRIBA                                                         | CALVARRASA DE ARRIBA                                                         |                                                                              |                                                                              |                                                                              |
|                                                                              | 8,2                                                                          |                                                                              |                                                                              | Urb. El Encinar                                                              | Urb. El Encinar                                                              |                                                                              |                                                                              |                                                                              |                                                                              |                                                                              |
|                                                                              | 8,7                                                                          |                                                                              |                                                                              |                                                                              | Urbanización El Encinar                                                      | Urbanización El Encinar                                                      |                                                                              |                                                                              |                                                                              |                                                                              |
|                                                                              | 8,7                                                                          | Alba de Tormes                                                               |                                                                              |                                                                              |                                                                              |                                                                              |                                                                              |                                                                              |                                                                              |                                                                              |
|                                                                              | 8,7                                                                          | Urbanización los Cisnes                                                      |                                                                              |                                                                              |                                                                              |                                                                              |                                                                              |                                                                              |                                                                              |                                                                              |
|                                                                              | 8,7                                                                          | Salamanca Calvarrasa de Arriba                                               |                                                                              |                                                                              |                                                                              |                                                                              |                                                                              |                                                                              |                                                                              |                                                                              |
|                                                                              | 12,6                                                                         |                                                                              |                                                                              |                                                                              | El Pinar de Alba                                                             | El Pinar de Alba                                                             |                                                                              |                                                                              |                                                                              |                                                                              |
|                                                                              | 14,0                                                                         |                                                                              |                                                                              | Terradillos                                                                  | Terradillos                                                                  | Terradillos                                                                  | Terradillos                                                                  |                                                                              |                                                                              |                                                                              |
|                                                                              | 15,0                                                                         |                                                                              |                                                                              |                                                                              | Terradillos                                                                  | Terradillos                                                                  |                                                                              |                                                                              |                                                                              |                                                                              |
|                                                                              | 15,4                                                                         |                                                                              |                                                                              | Villagonzalo de Tormes                                                       | Villagonzalo de Tormes                                                       | Villagonzalo de Tormes                                                       | Villagonzalo de Tormes                                                       |                                                                              |                                                                              |                                                                              |
|                                                                              | 16,9                                                                         |                                                                              |                                                                              | ALBA DE TORMES                                                               | ALBA DE TORMES                                                               | ALBA DE TORMES                                                               | ALBA DE TORMES                                                               |                                                                              |                                                                              |                                                                              |
|                                                                              | 17,0                                                                         |                                                                              |                                                                              |                                                                              | Valdemierque Martinamor                                                      | Valdemierque Martinamor                                                      |                                                                              |                                                                              |                                                                              | Inicio tramo compartido con                                                  |
|                                                                              | 17,0                                                                         | Encinas de Arriba Fresno Alhándiga                                           |                                                                              |                                                                              |                                                                              |                                                                              |                                                                              |                                                                              |                                                                              | Inicio tramo compartido con                                                  |
|                                                                              | 17,0                                                                         | Piedrahíta Peñaranda de Bracamonte                                           |                                                                              |                                                                              |                                                                              |                                                                              |                                                                              |                                                                              |                                                                              | Inicio tramo compartido con                                                  |
|                                                                              | 17,0                                                                         | Salamanca Calvarrasa de Arriba                                               |                                                                              |                                                                              |                                                                              |                                                                              |                                                                              |                                                                              |                                                                              | Inicio tramo compartido con                                                  |
|                                                                              | 17,0                                                                         |                                                                              |                                                                              |                                                                              | Río Tormes                                                                   | Río Tormes                                                                   |                                                                              |                                                                              |                                                                              | Tramo compartido con                                                         |
| 17,4                                                                         |                                                                              |                                                                              |                                                                              |                                                                              | Río Tormes                                                                   | Río Tormes                                                                   |                                                                              |                                                                              |                                                                              | Tramo compartido con                                                         |
|                                                                              | 17,5                                                                         |                                                                              |                                                                              |                                                                              | Piedrahíta                                                                   | Piedrahíta                                                                   |                                                                              |                                                                              |                                                                              | Final tramo compartido con                                                   |
|                                                                              | 17,5                                                                         | Peñaranda de Bracamonte                                                      |                                                                              |                                                                              |                                                                              |                                                                              |                                                                              |                                                                              |                                                                              | Final tramo compartido con                                                   |
|                                                                              | 17,5                                                                         | Salamanca Calvarrasa de Arriba Encinas de Arriba Fresno Alhándiga            |                                                                              |                                                                              |                                                                              |                                                                              |                                                                              |                                                                              |                                                                              | Final tramo compartido con                                                   |
|                                                                              | 17,8                                                                         |                                                                              |                                                                              | Peñaranda de Bracamonte                                                      | Peñaranda de Bracamonte                                                      | Peñaranda de Bracamonte                                                      | Peñaranda de Bracamonte                                                      |                                                                              |                                                                              |                                                                              |
|                                                                              | 17,9                                                                         |                                                                              |                                                                              | ALBA DE TORMES                                                               | ALBA DE TORMES                                                               | ALBA DE TORMES                                                               | ALBA DE TORMES                                                               |                                                                              |                                                                              |                                                                              |
|                                                                              | 18,4                                                                         |                                                                              |                                                                              | Éjeme Armenteros                                                             | Éjeme Armenteros                                                             | Éjeme Armenteros                                                             | Éjeme Armenteros                                                             |                                                                              |                                                                              |                                                                              |
|                                                                              | 20,0                                                                         |                                                                              |                                                                              | Navales Valdecarros                                                          | Navales Valdecarros                                                          | Navales Valdecarros                                                          | Navales Valdecarros                                                          |                                                                              |                                                                              |                                                                              |
|                                                                              | 22,4                                                                         |                                                                              |                                                                              | Navales                                                                      | Navales                                                                      | Navales                                                                      | Navales                                                                      |                                                                              |                                                                              |                                                                              |
|                                                                              | 26,3                                                                         |                                                                              |                                                                              | Herrezuelo                                                                   | Herrezuelo                                                                   | Herrezuelo                                                                   | Herrezuelo                                                                   |                                                                              |                                                                              |                                                                              |
|                                                                              | 28,0                                                                         |                                                                              |                                                                              | Anaya de Alba                                                                | Anaya de Alba                                                                | Anaya de Alba                                                                | Anaya de Alba                                                                |                                                                              |                                                                              |                                                                              |
|                                                                              | 28,6                                                                         |                                                                              |                                                                              |                                                                              | Larrodrigo Santa Inés Anaya de Alba                                          | Larrodrigo Santa Inés Anaya de Alba                                          |                                                                              |                                                                              |                                                                              |                                                                              |
|                                                                              | 28,6                                                                         | Macotera                                                                     |                                                                              |                                                                              |                                                                              |                                                                              |                                                                              |                                                                              |                                                                              |                                                                              |
|                                                                              | 35,6                                                                         |                                                                              |                                                                              | EL TOMILLAR                                                                  | EL TOMILLAR                                                                  | EL TOMILLAR                                                                  | EL TOMILLAR                                                                  |                                                                              |                                                                              |                                                                              |
|                                                                              | 36,2                                                                         |                                                                              |                                                                              | EL TOMILLAR                                                                  | EL TOMILLAR                                                                  | EL TOMILLAR                                                                  | EL TOMILLAR                                                                  |                                                                              |                                                                              |                                                                              |
|                                                                              | 40,2                                                                         |                                                                              |                                                                              | Valdejimena                                                                  | Valdejimena                                                                  | Valdejimena                                                                  | Valdejimena                                                                  |                                                                              |                                                                              |                                                                              |
|                                                                              | 41,2                                                                         |                                                                              |                                                                              | Chagarcía Medianero                                                          | Chagarcía Medianero                                                          | Chagarcía Medianero                                                          | Chagarcía Medianero                                                          |                                                                              |                                                                              |                                                                              |
|                                                                              | 41,3                                                                         |                                                                              |                                                                              | HORCAJO MEDIANERO                                                            | HORCAJO MEDIANERO                                                            | HORCAJO MEDIANERO                                                            | HORCAJO MEDIANERO                                                            |                                                                              |                                                                              |                                                                              |
|                                                                              | 41,8                                                                         |                                                                              |                                                                              | Armenteros                                                                   | Armenteros                                                                   | Armenteros                                                                   | Armenteros                                                                   |                                                                              |                                                                              |                                                                              |
|                                                                              | 42,0                                                                         |                                                                              |                                                                              | HORCAJO MEDIANERO                                                            | HORCAJO MEDIANERO                                                            | HORCAJO MEDIANERO                                                            | HORCAJO MEDIANERO                                                            |                                                                              |                                                                              |                                                                              |
|                                                                              | 44,4                                                                         |                                                                              |                                                                              |                                                                              |                                                                              |                                                                              |                                                                              |                                                                              |                                                                              |                                                                              |
|                                                                              | 48,7                                                                         |                                                                              |                                                                              |                                                                              | AV-P-654 Aldealabad del Mirón                                                | AV-P-654 Aldealabad del Mirón                                                |                                                                              |                                                                              |                                                                              |                                                                              |
|                                                                              | 48,7                                                                         | Camino Agrícola                                                              |                                                                              |                                                                              |                                                                              |                                                                              |                                                                              |                                                                              |                                                                              |                                                                              |
|                                                                              | 49,1                                                                         |                                                                              |                                                                              | Arevalillo Peñaranda de Bracamonte                                           | Arevalillo Peñaranda de Bracamonte                                           | Arevalillo Peñaranda de Bracamonte                                           | Arevalillo Peñaranda de Bracamonte                                           |                                                                              |                                                                              |                                                                              |
|                                                                              | 52,5                                                                         |                                                                              |                                                                              | AV-P-646 Collado del Mirón                                                   | AV-P-646 Collado del Mirón                                                   | AV-P-646 Collado del Mirón                                                   | AV-P-646 Collado del Mirón                                                   |                                                                              |                                                                              |                                                                              |
|                                                                              | 53,0                                                                         |                                                                              |                                                                              |                                                                              | Camino Agrícola                                                              | Camino Agrícola                                                              |                                                                              |                                                                              |                                                                              |                                                                              |
|                                                                              | 53,0                                                                         | Collado del Mirón                                                            |                                                                              |                                                                              |                                                                              |                                                                              |                                                                              |                                                                              |                                                                              |                                                                              |
|                                                                              | 56,6                                                                         |                                                                              |                                                                              | MALPARTIDA DE CORNEJA                                                        | MALPARTIDA DE CORNEJA                                                        | MALPARTIDA DE CORNEJA                                                        | MALPARTIDA DE CORNEJA                                                        |                                                                              |                                                                              |                                                                              |
|                                                                              | 56,9                                                                         |                                                                              |                                                                              |                                                                              | AV-P-645 Navahermosa de Corneja                                              | AV-P-645 Navahermosa de Corneja                                              |                                                                              |                                                                              |                                                                              |                                                                              |
|                                                                              | 56,9                                                                         | AV-P-646 Becedillas                                                          |                                                                              |                                                                              |                                                                              |                                                                              |                                                                              |                                                                              |                                                                              |                                                                              |
|                                                                              | 57,1                                                                         |                                                                              |                                                                              | MALPARTIDA DE CORNEJA                                                        | MALPARTIDA DE CORNEJA                                                        | MALPARTIDA DE CORNEJA                                                        | MALPARTIDA DE CORNEJA                                                        |                                                                              |                                                                              |                                                                              |
|                                                                              | 57,5                                                                         |                                                                              |                                                                              | Malpartida de Corneja                                                        | Malpartida de Corneja                                                        | Malpartida de Corneja                                                        | Malpartida de Corneja                                                        |                                                                              |                                                                              |                                                                              |
|                                                                              | 63,2                                                                         |                                                                              |                                                                              | PIEDRAHÍTA                                                                   | PIEDRAHÍTA                                                                   | PIEDRAHÍTA                                                                   | PIEDRAHÍTA                                                                   |                                                                              |                                                                              |                                                                              |
|                                                                              | 63,302                                                                       |                                                                              |                                                                              |                                                                              | Villar de Corneja Sorihuela                                                  | Villar de Corneja Sorihuela                                                  |                                                                              |                                                                              |                                                                              |                                                                              |
|                                                                              | 63,302                                                                       | Calle del Río                                                                |                                                                              |                                                                              |                                                                              |                                                                              |                                                                              |                                                                              |                                                                              |                                                                              |
|                                                                              | 63,302                                                                       | Ávila El Barco de Ávila                                                      |                                                                              |                                                                              |                                                                              |                                                                              |                                                                              |                                                                              |                                                                              |                                                                              |
|                                                                              | 63,302                                                                       | Alba de Tormes                                                               |                                                                              |                                                                              |                                                                              |                                                                              |                                                                              |                                                                              |                                                                              |                                                                              |